# Pont de Lapinlahti
Le pont de Lapinlahti est un pont reliant l'île de Lauttasaari au centre-ville d'Helsinki, la capitale de la Finlande. 

## Présentation
Emprunté par l'autoroute Länsiväylä, qui va du quartier de Ruoholahti jusqu'aux communes d'Espoo et de Kirkkonummi, plus à l'ouest, il mesure 597 mètres de long et fut longtemps le plus long du pays.

Il s'agit d'un pont à poutres composé de cinq travées de longueurs respectives : 